# WITH YOU (音楽ユニット)
WITH YOU（ウィズ・ユー）は、阪神・淡路大震災復興支援チャリティとして声優の神谷明の呼びかけで声優・漫画家などの有志によって結成された音楽ユニット。震災の遭った1995年から4年間、多くのチャリティイベントを行った。

## メンバー
- 赤井梓
- 伊倉一恵（声優）
- 一条和矢（声優）
- 井上かおり（童謡歌手）
- 岩井由希子（声優）
- 岩崎和夫（ラジオ関西アナウンサー（当時）、現フリー）
- 榎本充希子（声優）
- 大山英亮（脚本家）
- 金丸淳一（声優）
- 神谷明（声優）
- ショッカーO野（声優、イベントプロデューサー）
- 高木渉（声優）
- 高戸靖広（声優）
- 田中義則
- 千葉進歩（声優）
- 筒井英次
- 富沢美智恵（声優）
- 野沢雅子（声優）
- 端月雅子
- 日髙のり子（声優）
- ひと美（声優）
- 廣瀬和好
- 氷上恭子（声優）
- 深見梨加（声優）
- 福徳肇（声優）
- 古川貴子（童謡歌手）
- 北条司（漫画家）
- 南かおり（MCタレント）
- ミンキー・ヤス（タレント）
- 山口勝平（声優）
- 雪乃五月（声優）
- 吉田古奈美（声優）

## チャリティCD
1997年12月17日に東芝EMI / FUTURE LANDから発売された。
売上金は制作費を除いた全額が寄付された。

### 収録曲
1. 真冬の流れ星
作詞・作曲：尾崎亜美、編曲：小原礼
2. みどりのほし
作詞：もり・けん、作曲・編曲：夏原明徯
3. from WITH YOU
WITH YOUメンバーの座右の銘的なメッセージ。
4. 真冬の流れ星（オリジナルカラオケ）
5. みどりのほし（オリジナルカラオケ）

### クレジット
ミュージシャン
- 真冬の流れ星
  - ベース：小原礼
  - ドラム：島村英二
  - ギター：鈴木茂
  - キーボード：尾崎亜美
  - シンセサイザープログラマー：松武秀樹

スタッフ
- プロデュース：WITH YOUプロジェクト
- プロデューサー：神谷明・廣瀬和好・藤田純二
- ディレクター：千葉洋史
- エンジニア：三浦瑞生
- マスタリングエンジニア：小島吉弘 (TERRA)
- 録音スタジオ：オンエアー麻布スタジオ・ユーメックススタジオ
- プロモーター：相川剛志
- 制作協力：藏本治 (ビーズクラブオフィス)・エラト音楽事務所
- ロゴデザイン：藤原カムイ
- 協賛：アトリエねこまんま・Apple Computer株式会社・日本工学院［鎌田・八王子］

### セルフカバー
真冬の流れ星
- 尾崎亜美（1997年、アルバム『SPECIAL』収録）